# Roberto Bignoli
Roberto Bignoli (Novara, 19 dicembre 1956 – Garbagnate Milanese, 13 marzo 2018) è stato un cantautore italiano di musica cristiana.

## Biografia
All'età di un anno contrasse la poliomielite e fu affidato ad istituti assistenziali per ricevere le cure cui la famiglia non poteva far fronte. Intorno ai 18 anni sperimentò la vita libertaria e vagabonda dei "figli dei fiori", la droga e il vivere d'espedienti. Subì un arresto seguito da un breve periodo in carcere, poi l'emarginazione sociale e la devianza, nella periferia milanese del 1976. 
Riuscì a reinserirsi socialmente e trovò un lavoro stabile. Nel frattempo coltivò la passione per la musica e frequentò ambienti legati ai collettivi anarchici e nell'Autonomia Operaia da cui presto si distaccò. Decise di concentrare la propria attività e le proprie aspirazioni nel campo della musica.  Dopo la parentesi di un soggiorno parigino ritornò in Italia. L'anno dopo, recatosi in pellegrinaggio a Medjugorie, maturò la sua conversione religiosa e la scelta di fondare su di essa il proprio impegno artistico.
Il primo album della sua produzione uscì nel 1987, col titolo Canzone per Maria. Nel 1990 registrò un concerto-testimonianza intitolato Una storia da raccontare, e nel 1991 pubblicò il libro In concerto sotto la Croce. Il 16 ottobre 2005 fu ufficialmente invitato dalla televisione nazionale polacca TVP ad un Gran Galà concerto dedicato a Giovanni Paolo II tenutosi nella piazza del Castello di Varsavia, con la presenza di 30.000 persone.
Nel corso della sua carriera incise dodici album. Il suo brano di maggior successo fu Ballata per Maria (dall'album Canzone per Maria), oggi sigla mondiale di Radio Maria. Altre canzoni fortunate furono Ho bisogno di te (2001), Là c'è un posto (2005) e Dulcis Maria Totus Tuus (2007) premiate con il premio internazionale Unity Award Grammy della musica cristiana internazionale come migliori canzoni dell'anno.
Morì dopo lunga malattia il 13 marzo 2018, all'età di 61 anni, all'ospedale di Garbagnate.

## Riconoscimenti
Ha ricevuto cinque premi Unity Awards conferiti dall'United Catholic Music and Video Association nel campo della musica cristiana, due dei quali conferitigli a Washington nel 2001 - come miglior artista dell'anno e per la miglior canzone - il terzo in Minnesota nel 2005, per la miglior canzone internazionale e nel 2007 a Phoenix in Arizona il quarto ed il quinto, ancora rispettivamente come miglior artista e per la miglior canzone internazionale dell'anno. Il 21 marzo 2005 si è aggiudicato il Calice d'oro della musica cristiana nella Notte dell'Evangelizzazione presso il Teatro Olimpico di Roma, evento organizzato dall'Associazione Nazionale Papaboys. Nel 2017 riceve il prestigioso premio "Riconoscimento Giovanni Paolo II" a Bisceglie.

## Opere
- In concerto sotto la Croce, a cura di Andrea Ganugi, Udine, Edizioni Segno, 1991.
- Il nostro canto libero, a cura di Andrea Ganugi, Udine, Edizioni Segno, 1993.
- Il mio cuore canta. Medjugorje e la musica di Dio (con Andrea Pagnini), Milano, Edizioni Piemme, 2014.

## Discografia
- 1987 – Canzone per Maria (Edizioni Paoline)
- 1988 – Ho visto la croce (Rusty Records, RRS 303353)
- 1990 – Una storia da raccontare (Rusty Records)
- 1991 – Porta Cristo (Rusty Records)
- 1996 – Tempo di pace (Edizioni Paoline)
- 1998 – Roberto Bignoli vol. 1 (Pentagramma)
- 1999 – Blues Cielo Blu (Pentagramma)
- 2001 – Italian Christian Music, con Marco Tavola (Radio Kolbe)
- 2001 – Ho bisogno di Te (Radio Kolbe)[1]
- 2005 – Là c'è un posto (Radio Kolbe)
- 2006 – Collection 2006 (Pentagramma)
- 2006 – Una voce per la speranza (Pongo)
- 2006 – Roberto Bignoli vol 2 (Pentagramma)
- 2006 – Non temere (Don't Be Afraid)  (Comunicando)
- 2007 – Dulcis Maria (Radio Kolbe)
- 2008 – Hej Jesus (Radio Kolbe)
- 2008 – Collection 2008 (Edizioni Shalom)
- 2011 – Confido in Te (Radio Kolbe)
- 2012 – Collection 2012 (Pentagramma)
- 2014 – Le mie canzoni a Maria (Edizioni Shalom)
- 2015 – Terra di Maria, con l'Orchestra A.M.O.